# Amtsgericht Loslau
Das Amtsgericht Loslau war ein preußisches Amtsgericht mit Sitz in Loslau.

## Geschichte
Das königlich preußische Amtsgericht Loslau wurde mit Wirkung zum 1. Oktober 1879 als eines von neun Amtsgerichten im Bezirk des Landgerichtes Ratibor im Bezirk des Oberlandesgerichtes Breslau gebildet. Der Sitz des Gerichtes war Loslau. Sein Gerichtsbezirk umfasste aus dem Kreis Rybnik den Stadtbezirk Loslau und die Amtsbezirke Golkowitz, Jastrzemb, Lazisk, Schloss Loslau, Marklowitz, Mschanna, Moschczenitz, Pohlom, Pschow, Radlin, Ruptau, Schwirklau. Am Gericht bestanden 1880 drei Richterstellen. Das Amtsgericht war damit ein mittelgroßes Amtsgericht im Landgerichtsbezirk. Der Amtsgerichtsbezirk kam aufgrund des Versailler Vertrages 1919 und der Volksabstimmung in Oberschlesien 1921 zu Polen. Das Amtsgericht wurde aufgehoben, an seiner Stelle entstand das polnische Sąd Rejonowy w Wodzisławiu Śląskim. Im Jahre 1939 wurde Polen deutsch besetzt. Im Rahmen der Neuorganisation der Gerichte in Ostdeutschland und im ehemaligen Polen wurden das Amtsgericht Loslau neu gebildet und erneut dem Landgericht Ratibor zugeordnet. Zum 1. April 1941 wurde der Landgerichtsbezirk Ratibor mit seinen Amtsgerichten dem neugeschaffenen Oberlandesgericht Kattowitz zugeschlagen.
Im Jahre 1945 wurde der Amtsgerichtsbezirk unter polnische Verwaltung gestellt, und die deutschen Einwohner wurden vertrieben. Damit endete auch die Geschichte des Amtsgerichtes Loslau. Unter polnischer Verwaltung entstand das Sąd Rejonowy w Wodzisławiu Śląskim (1950–1975: Sąd Powiatowy w Wodzisławiu Śląskim).